# 克勒克卡萊

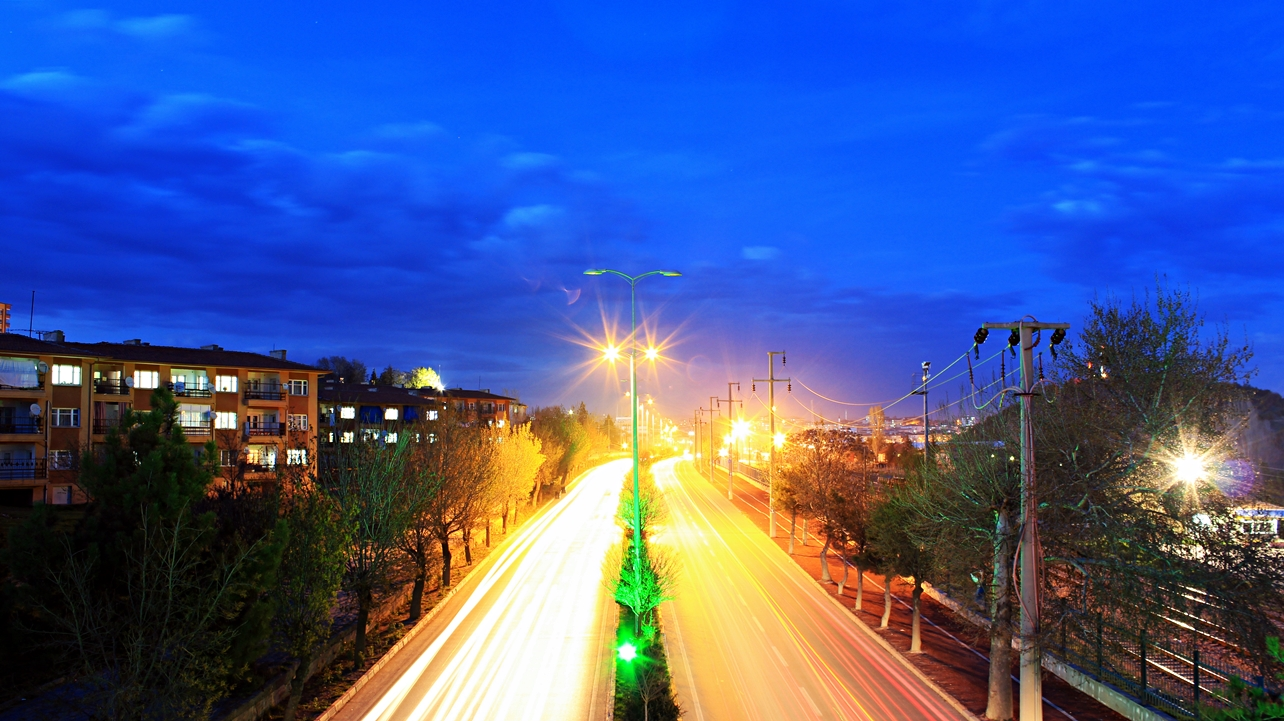
克勒克卡萊

克勒克卡萊是土耳其的城市，也是克勒克卡萊省的首府，位於該國中部，距離安卡拉80公里，海拔高度713米，受半乾旱氣候影響，每年平均降雨量376毫米，2009年人口192,705。

## 外部連結
- Kırıkkale haber
- District governor's official website（页面存档备份，存于） （土耳其文）
- District municipality's official website （土耳其文）
- Kirikkale University Student Portal
- Nasıl Yapılır（页面存档备份，存于）

39°51′N 33°30′E / 39.850°N 33.500°E